# 花园镇 (霍邱县)
花园镇，是中华人民共和国安徽省六安市霍邱县下辖的一个乡镇级行政单位。

## 行政区划
花园镇下辖以下地区：
刘李村、天竹村、合立庙村、园觉寺村、迎龙村、花园村、社岗村、江北村、安业村、姚楼村和高岗寺村。